# スバル座火災
スバル座火災（スバルざかさい）は、1953年9月6日、東京都千代田区有楽町の丸の内スバル座（有楽町スバル座）で起きた火災。

## 初代スバル座のあらまし
有楽町スバル座の初代となるこの建物（当時の正式名称は「丸ノ内スバル座」）は、第二次世界大戦終結直後の1946年12月に建設された、大規模木造建築の映画用劇場だった。
当時、第二次世界大戦中の統制の名残とGHQの引き締めにより、大規模な娯楽施設の建設は認められなかった。また、米軍による無差別爆撃への対策として、大規模な木造建築の新造も禁止されていた。しかし、GHQは日本の民主化を促進する目的で、アメリカ映画を封切上映する大規模な映画館の設置を要求し、スバル座は都知事の特別認可という形で建設された。
開館したスバル座は、アメリカの豊かな文化を日本に伝える映画館として、庶民に夢と希望を与える場であった。しかし、終戦直後の物資欠乏の中、突貫工事で建てられたその建物自体は、完全木造建築、内装も合板張りというものだった。防災設備は粉末式消火器が常備されているだけで、防火区画・シャッター、スプリンクラー設備はおろか屋内消火栓すら設けられていなかった。

## 火災時の経過

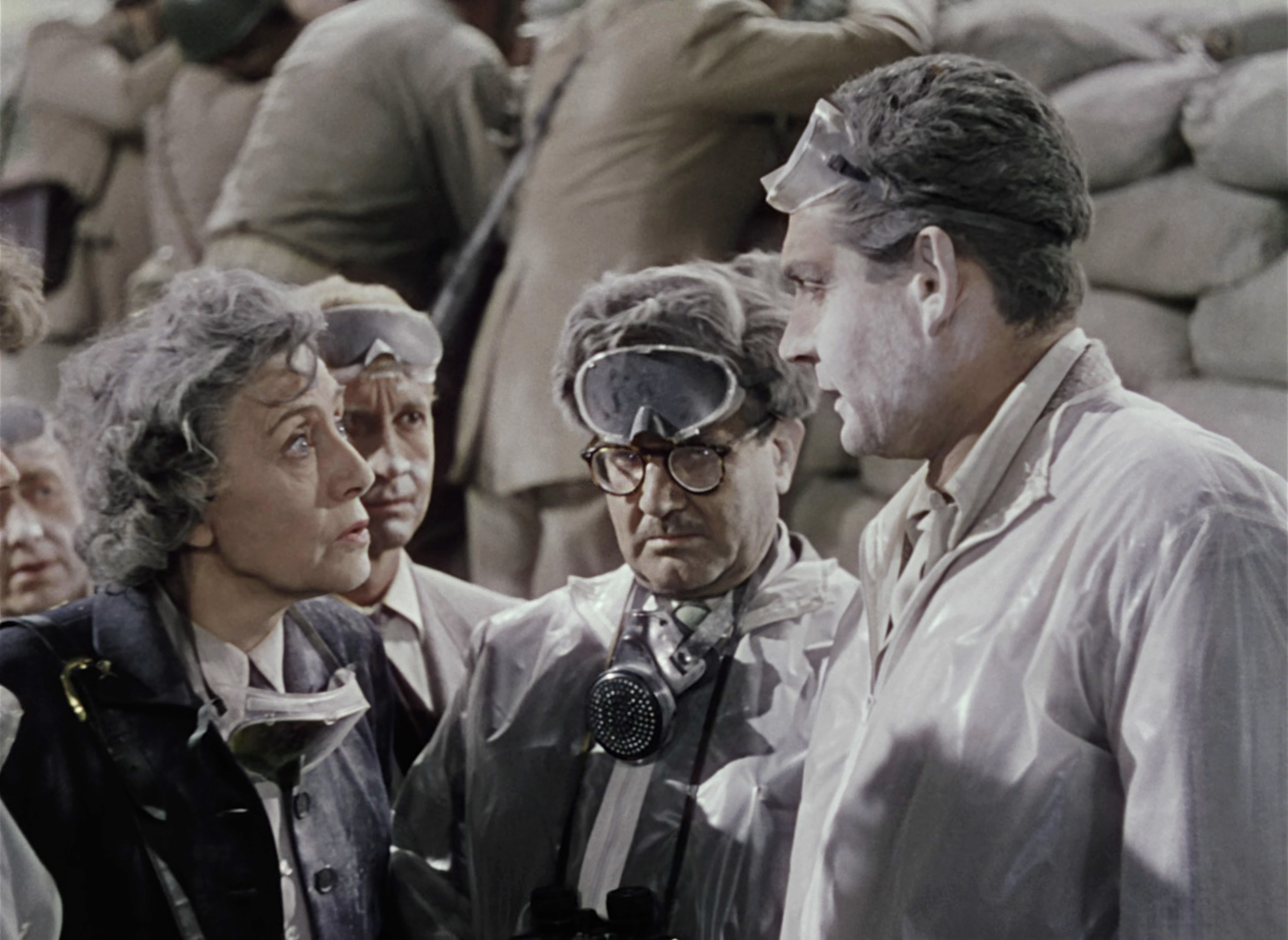
火災発生時にスバル座で上映されていた『宇宙戦争』（監督バイロン・ハスキン、1953年）の一場面。写真右端は主演のジーン・バリー。

この日、スバル座では劇場映画『宇宙戦争』が上映されていた。19時1分、映写室の映写技師2名が爆発音を聞き、覗き窓から確認したところ、1階の掃除用具入れとして使用されている物置から火の手が上がっているのが見えた。映写技師は火災を直感し、直ちに映写を中断して、場内の照明を点灯させた。19時5分、出札口の女性係員が消防に通報。スバル座の従業員は日頃から防災訓練を受けており、また戦時中の爆撃の記憶もまだ新しい時期ということもあって、大きな混乱もなく観客を避難させることができた。
一方、なんの出火対策も施されていない合板の内壁にはたちまち炎がいきわたった。従業員数名が消火器で初期消火を試みたが、火勢は強まるばかりだった。2階建ての観客席が吹き抜けの煙突の役割を果たしてしまい、炎は猛烈な勢いで建物全体に広がった。発見から20分後に消防隊が到着したときは、もはや手のつけようがない有様だった。
19時39分、鎮火。消火の効果はほとんどなく、全焼して燃え尽きた形だった。
後の検証では、出火場所は最初に確認された物置で、出火時間は18時50分ごろと推定された。しかし、この物置には普段火の気がなく、電気類の配線もなかった。清掃時に出た紙屑などのゴミが集積してあったものの、放火の可能性も従業員の証言から低いとされ、出火原因は現在も不明のままである。

## 2つの評価
この火災は戦後の混乱期に建築された建築基準法（1950年）及び消防法（1948年）に対応していない、いわゆる「既存不適格」と呼ばれる建物で発生した。この「既存不適格」は千日デパートビル火災や大洋デパート火災など多くの犠牲を出す火災の原因になった。
スバル座は「既存不適格」の解消には積極的で、火災当日より近いうちに消防法対応のための改装工事が行われる予定だった。これが行われた後であれば、全焼という事態は避けられたと言われている。
一方で、時期的なものもあったとはいえ、従業員各員の機転により、1000人以上の観客・従業員がいたにもかかわらず1人の死者も出すことなく避難を完了したことに対しては、高い評価がある。
開館からわずか7年でいったんその歴史を閉じたスバル座だが、跡地を含めた区画に三菱地所が有楽町ビルを建設。その3階が映画用劇場ホールとなり、着席定員374名（後に306名→272名と減少）と小規模にはなったが、劇場の名は残され、2019年10月20日まで営業を続けた。